# جان تيمان
جان هندريك تيمان أو يان تيمان (ولد في 14 ديسمبر 1951) هو أستاذ كبير هولندي وكان أحد اللاعبين البارزين في الشطرنج منذ أواخر العقد 1970 حتى بداية العقد 1990. في قمة مسيرته، كان يُعتبر أفضل لاعب غير سوفييتي وكان يُعرف بأنه «أفضل لاعب في الغرب». فاز ببطولة هولندا للشطرنج تسع مرات وكان مرشحا لبطولة العالم عدة مرات. خسر لقب بطل العالم عام 1993 في بطولة العالم الخاصة الاتحاد الدولي ضد أناتولي كاربوف.